# Welsleben
Welsleben is een plaats in de gemeente Bördeland de Duitse deelstaat Saksen-Anhalt, en maakt deel uit van de Landkreis Salzlandkreis. Welsleben telt 1.835 inwoners.

## Geschiedenis
De gemeente Welsleben is op 29 december 2007 opgegaan in de door samenvoeging van de toenmalige gemeenten Biere, Eggersdorf, Eickendorf, Großmühlingen, Kleinmühlingen, Welsleben en Zens ontstane gemeente Bördeland.